# Eclissi solare del 15 dicembre 2039
L'eclissi solare del 15 dicembre 2039 è un evento astronomico che avrà luogo il suddetto giorno attorno alle ore 16:23 UTC.